# أوشيما يوشيماسا
الفيكونت أوشيما يوشيماسا  Ōshima Yoshimasa  (大島 義昌) هو جنرال في الجيش الإمبراطوري الياباني في بداية تشكيله خلال الحرب الصينية اليابانية الأولى والحرب الروسية اليابانية. وقد كان حفيد حفيده شينزو آبي رئيس وزراء اليابان السابق.

## السيرة الشخصية
وُلد أوشيما باعتباره الابن الأكبر لساموراي منطقة تشوشو (محافظة ياماغوتشي الحالية)، وقاتل عضوًا في قوات تحالف ساتشو لدعم الإمبراطور ميجي خلال حرب بوشين ضد توكوغاوا شوغن. بعد استعادة ميجي، التحق بالمدرسة العسكرية في أوساكا في عام 1870 وكُلف ملازمًا في الجيش الإمبراطوري الياباني الوليد في أغسطس 1871. عُين في فوج المشاة الرابع للجيش الإمبراطوري، ورُقي إلى رتبة نقيب في العام التالي، وأصبح قائد كتيبة في فوج المشاة الأول للجيش الإمبراطوري في عام 1873. خلال تمرد ساتسوما عام 1877، رُقي إلى رتبة رائد. بعد الحرب، خدم في عدد من المناصب في حامية سينداي وأصبح عقيدًا في عام 1886. في عام 1887 أصبح رئيسًا لأركان حامية طوكيو وبعد إعادة تنظيم الجيش الإمبراطوري الياباني بموجب توصيات المستشار العسكري البروسي جاكوب ميكل، أصبح رئيسًا لأركان الفرقة الأولى للجيش الإمبراطوري. في يونيو 1891، رُقي أوشيما إلى رتبة لواء وكُلّف بقيادة لواء المشاة التاسع للجيش الإمبراطوري، والذي أطلق عليه أيضًا «لواء أوشيما المشترك». أُرسل إلى شبه الجزيرة الكورية في عام 1894 أثناء تمرد دونغهاك، وكُلفت قوته المكونة من 4000 رجل بطرد إمبراطورية جيش بييانغ الصيني من الأراضي الكورية بالقوة.
في 28 يوليو 1894، هزمت قواته الصينيين في معركة سيونغهوان خارج أسان جَنُوب سيول في أول اشتباك بري في الحرب الصينية اليابانية الأولى. لانتصاره، أصبح أوشيما بارونًا (danshaku) في نظام النبلاء في كازوكو، وعُين لقيادة حامية تسوشيما. وفي فبراير 1898 رُقي إلى رتبة ملازم أول.
أثناء الحرب الروسية اليابانية، كان أوشيما قائد الفرقة الثالثة للجيش الإمبراطوري تحت قيادة الجيش الياباني الثاني، بقيادة الجنرال أوكو ياسوكاتا. قاد الفرقة في معركة لياويانغ ومعركة شاهو ومعركة موكدين. في نهاية الحرب، رُقي إلى رتبة جنرال، وشغل منصب الحاكم العام لإقليم كوانتونغ ليسيد من أكتوبر 1905 إلى أبريل 1912. خلال هذا الوقت، وضع أسس ما يمكن أن يسمى جيش كوانتونغ.
في عام 1907، رُقي أوشيما إلى مرتبة الفيكونت (شيشاكو). خدم في هيئة الأركان العامة للجيش الإمبراطوري الياباني اعتبارًا من سبتمبر 1911، وحصل على وسام زهور بولونيا في يونيو 1912. تقاعد من الخدمة في أغسطس 1915 وتوفي عام 1926.

## أوسمة
- 1878 - وسام الشمس المشرقة من الدرجة الرابعة
- 1885 - وسام الشمس المشرقة، الدرجة الثالثة[3]
- 1895 - وسام الكنز المقدس من الدرجة الثانية[4]
- 1895 - وسام الشمس المشرقة، الدرجة الثانية[5]
- 1901 - وسام الطائرة الورقية الذهبية من الدرجة الثالثة[5]
- 1903 - جراند كوردون وسام الكنز المقدس[6]
- 1906 - جراند كوردون من وسام الشمس المشرقة[7]
- 1906 - وسام الطائرة الورقية الذهبية من الدرجة الثانية[7]
- 1912 - ترتيب الشمس المشرقة: جراند كوردون من زهور بولونيا